# Ziad Doueiri
Ziad Doueiri, arab. زياد دويري (ur. 7 października 1963 w Bejrucie) – libański reżyser, scenarzysta i operator filmowy.

## Życiorys
W wieku dwudziestu lat, w czasie wojny w Libanie, wyjechał na studia filmowe do USA. Ukończył tam Uniwersytet Kalifornijski w San Diego i pracował jako asystent operatora, m.in. na planie filmów Quentina Tarantino. 
Za swój debiut fabularny Zachodni Bejrut (1998) otrzymał Nagrodę im. François Chalais na 51. MFF w Cannes. Wyreżyserował jeden z odcinków serialu Uśpiona komórka (2005). 
Jego największy jak dotąd sukces to dramat Zniewaga (2017), który startował w konkursie głównym na 74. MFF w Wenecji, gdzie zdobył Puchar Volpiego dla najlepszego aktora za rolę Kamela El Bashy. Obraz nominowano później do Oscara dla najlepszego filmu nieanglojęzycznego jako pierwszy w historii film reprezentujący kinematografię libańską.
Jego bratem jest aktor Rami Doueiri.

## Filmografia

### Filmy fabularne
- 1998: Zachodni Bejrut (West Beyrouth: À l'abri les enfants)
- 2004: Uwodzicielka (Lila dit ça)
- 2012: Zamach (The Attack)
- 2017: Zniewaga (L'insulte)

### Seriale TV
- 2005: Uśpiona komórka (Sleeper Cell)
- 2016-18: Baron noir
- 2020: Zakładnik (Dérapages)
- 2023: Czarne serca (Coeurs Noirs)
- 2024: La fièvre